# بارشونیوش
بارشونیوش (به مجاری: Bársonyos) یک شهرداری در مجارستان است که در ناحیه کیشبر واقع شده‌است. بارشونیوش ۱۶٫۸۷ کیلومتر مربع مساحت و ۸۵۵ نفر جمعیت دارد.